# Олимпийский комитет Кувейта
Олимпийский комитет Кувейта (ОКК) (араб. للجنة الاولمبية الكويتية‎) — организация, представляющая Кувейт в международном олимпийском движении. Основан в 1957 году; зарегистрирован в МОК в 1966 году.
С 1 января 2010 года решением МОК олимпийские функции Олимпийского комитета Кувейта были приостановлены из-за вмешательства государства в дела ОКК.
Штаб-квартира расположена в Эль-Кувейте. Является членом Международного олимпийского комитета, Олимпийского совета Азии и других международных спортивных организаций.